# Лаукувское староство
Лау́кувское староство (лит. Laukuvos seniūnija) — одно из 14 староств Шилальского района, Таурагского уезда Литвы. Административный центр — местечко Лаукува.

## География
Расположено на западе Литвы, в северной части Шилальского района, на Жямайтской возвышенности.
Граничит с Жадейкяйским староством на западе, Тракседским — на юго-западе, Шилальским сельским — на юге, Билионским — на востоке, Кальтиненайским — на юго-востоке и востоке, Палянтинским — на востоке, Варняйским староством Тяльшяйского района — на севере, а также Твярайским и Ретавским староствами Ретавского самоуправления — на севере и северо-западе.
Крупнейшее озеро — Паршяжярис.

## Население
Лаукувское староство включает в себя местечко и Лаукува и 68 деревень.